# Вівіан Коразоне
Вівіан Коразоне Аквіно (англ. Vivian Corazone Aquino, нар. 2 жовтня 1998) — кенійська футболістка, яка грає за клуб «Соккер Куінз», а також національну збірну Кенії. Однаково добре грає обома ногами, а також застосовує різноманітні фінти.

## Клубна кар'єра

### Ранні роки
Футболом розпочала займатися 2007 року (на той час дівчинці виповнилося 9 років) у складі клубу «Маса Бейбс» з Найробі. У 2012 році для здобуття освіти вступила до столичної Середньої школи Маконгені, до 2013 року, паралельно з навчанням, грала за шкільну футбольну команду.
У 2013 році вступила Вищої олімпійської школи, тоді ж розпочала виступти за футбольну команду навчального закладу, у складі якої виграла чемпіонат країни 2013 року. Виступала на Східноафриканських шкільних іграх 2013.
У 2014 році була капітаном дівочої збірної Кенії WU-17.

### Професіональна кар'єра
«Соккер Куінз»
Одразу ж по завершенні середньої школи уклала договір з «Соккер Куінз». У Прем'єр-лізі 2016 відзначилася 2-а голами та 6-а результативними передачами, того сезону також виводила гравчинь «Соккер Куінз» з капітанською пов'язкою.

## Кар'єра в збірній
Виступає за збірну Кенії, у футболці якої відзначилася 4-а голами.

## Досягнення
- Чемпіонат Кенії серед школярів
  -  Чемпіон (1): 2013